# عقد 30 هـ
عقد 30 هـ هو الفترة بين عام 30 إلى 39 في التقويم الهجري، أي العشر سنوات الرابعة من القرن الأول الهجري.